# مسترز و آزاد زنان گروه مالی و غربی و جنوبی ۲۰۱۰
مسترز سینسیناتی ۲۰۱۰ (نیز شناخته‌شده با مسترز گروه مالی غربی و جنوبی و آزاد زنان گروه مالی و غربی و جنوبی به خاطر اسپاسر) تورنمنت تنیسی بود که روی زمین‌های سخت در مرکز تنیس خانوادهٔ لیندنر در میسون در نزدیکی سینسیناتی ایالات متحده برگزار شد؛ بخش مردان از ۱۴ تا ۲۲ اوت ۲۰۱۰ و بخش زنان از ۷ تا ۱۵ اوت ۲۰۱۰. این، ۱۰۹مین دورهٔ مسترز سینسیتانی و بخشی از سری مسترز ای‌تی‌پی تور جهانی ای‌تی‌پی ۲۰۱۰، و سری پیشتاز تور دبلیوتی‌ای ۲۰۱۰ بود.

## ورودهای ای‌تی‌پی

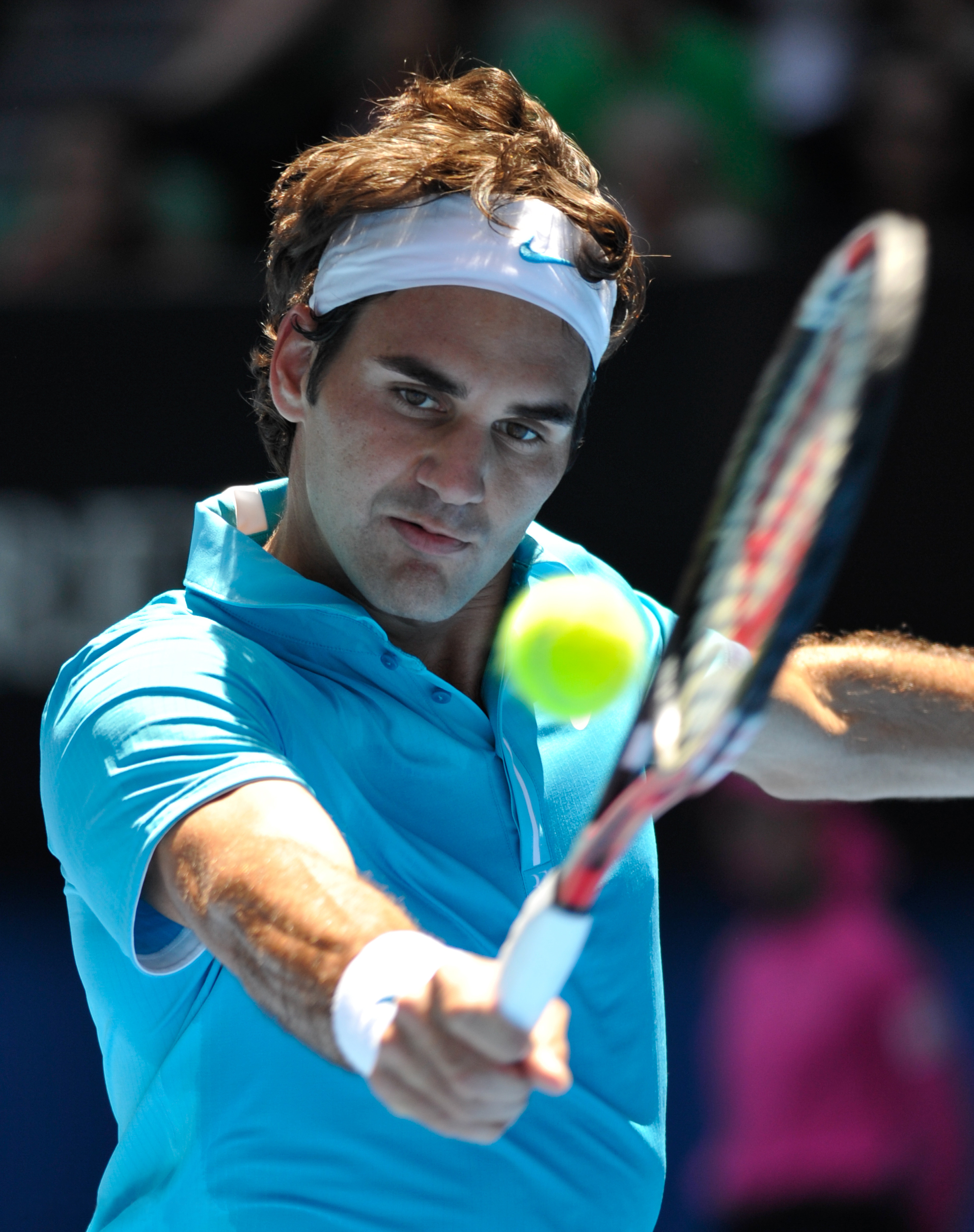
راجر فدرر با موفقیت از عنوان قهرمانی خود دفاع کرد.

### سیدبندی
| کشور                | تنیس‌باز          | رتبه[a] | سید[b] |
| ------------------- | ---------------- | ------- | ------ |
| اسپانیا             | رافائل نادال     | ۱       | ۱      |
| صربستان             | نواک جوکوویچ     | ۳       | ۲      |
| سوئیس               | راجر فدرر        | ۲       | ۳      |
| بریتانیای کبیر      | اندی ماری        | ۴       | ۴      |
| سوئد                | رابین سودرلینگ   | ۵       | ۵      |
| روسیه               | نیکولای داویدنکو | ۶       | ۶      |
| جمهوری چک           | توماس بردیچ      | ۷       | ۷      |
| اسپانیا             | فرناندو ورداسکو  | ۹       | ۸      |
| ایالات متحده آمریکا | اندی رادیک       | ۱۱      | ۹      |
| اسپانیا             | داوید فرر        | ۱۲      | ۱۰     |
| کرواسی              | مارین چیلیچ      | ۱۳      | ۱۱     |
| روسیه               | میخايیل یوژنی    | ۱۴      | ۱۲     |
| اتریش               | یورگن ملزر       | ۱۵      | ۱۳     |
| اسپانیا             | نیکولاس آلماگرو  | ۱۶      | ۱۴     |
| کرواسی              | ایوان لیوبیچیچ   | ۱۷      | ۱۵     |
| فرانسه              | گال مونفیل       | ۱۸      | ۱۶     |

- سیدبندی بر اساس رده‌بندی ۹ اوت ۲۰۱۰ است.

## ورودی‌های دبلیوتی‌ای

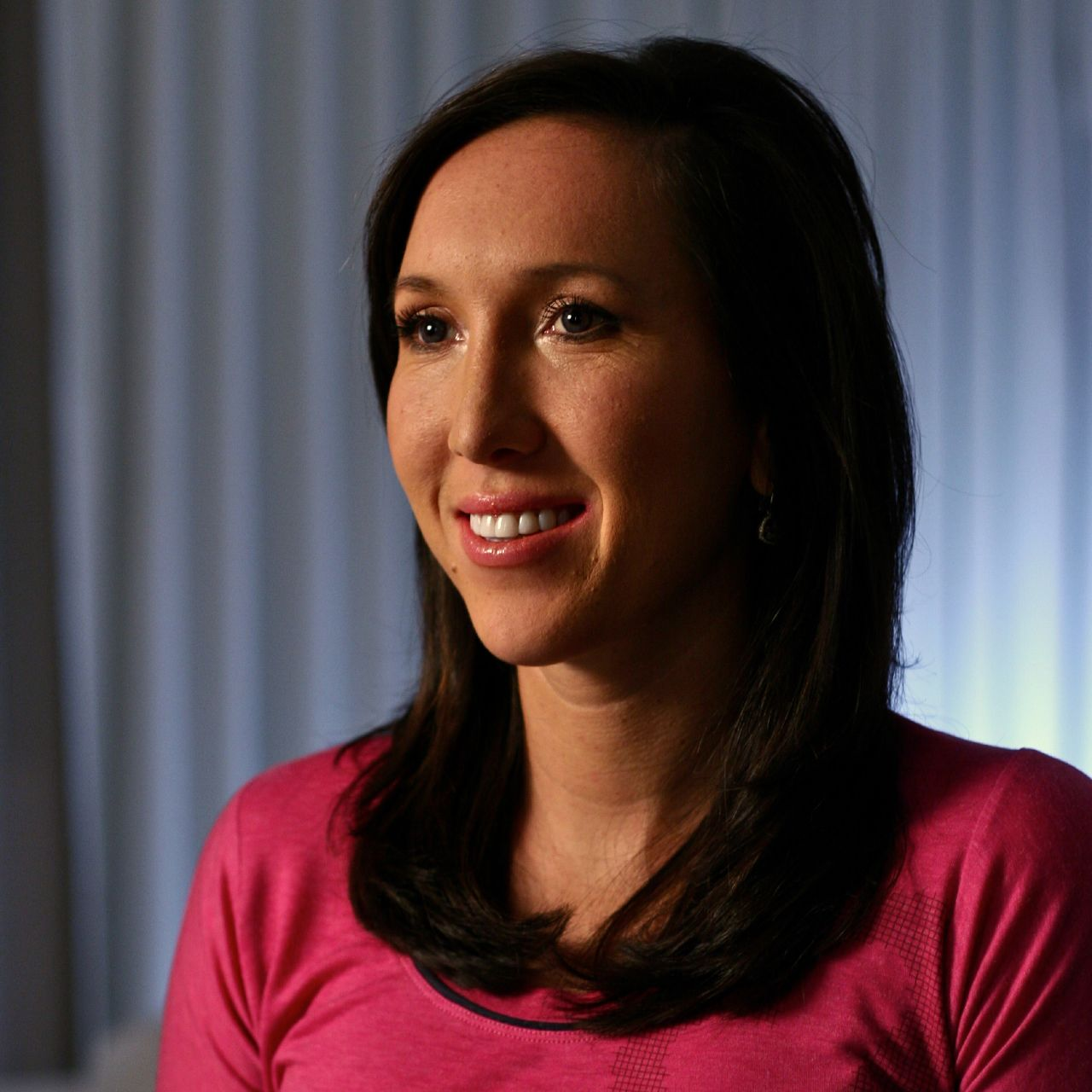
یلنا یانکوویچ مدافع عنوان قهرمانی انفرادی زنان بود.

### سیدبندی
| تنیس‌باز           | ملیت    | رتبه* | سید |
| ----------------- | ------- | ----- | --- |
| یلنا یانکوویچ     | صربستان | ۲     | ۱   |
| کارولین وزنیاکی   | دانمارک | ۳     | ۲   |
| النا دیمنتیوا     | روسیه   | ۶     | ۳   |
| کیم کلیسترس       | بلژیک   | ۷     | ۴   |
| فرنچسکا اسکیاوونه | ایتالیا | ۸     | ۵   |
| ورا زونوروا       | روسیه   | ۹     | ۶   |
| اگنیشکا ردونسکا   | لهستان  | ۱۰    | ۷   |
| لی نا             | چین     | ۱۱    | ۸   |
| ویکتوریا ازارنکا  | بلاروس  | ۱۲    | ۹   |
| ماریا شاراپووا    | روسیه   | ۱۳    | ۱۰  |
| فلاویا پنتا       | ایتالیا | ۱۵    | ۱۱  |
| یانینا ویکمایر    | بلژیک   | ۱۶    | ۱۲  |
| شاهار پئر         | اسرائیل | ۱۷    | ۱۳  |
| ارغوان رضایی      | فرانسه  | ۱۸    | ۱۴  |
| نادیا پتروا       | روسیه   | ۱۹    | ۱۵  |
| ماریون بارتولی    | فرانسه  | ۲۰    | ۱۶  |

- سیدبندی بر اساس رده‌بندی ۲ اوت ۲۰۱۰ است.